# Toronto International Film Festival
Il Toronto International Film Festival (in sigla: TIFF) è un festival cinematografico che si svolge annualmente a Toronto, in Canada.
Il festival inizia il martedì successivo al Labour Day (primo lunedì del mese di settembre) e dura 10 giorni. 
Ogni anno vi partecipano tra le 300 e le 400 pellicole in varie categorie e non vengono decretati vincitori né classifiche. I film provengono da una cinquantina di Paesi e vengono proiettati in 23 sale. La rassegna ha luogo nelle zone centrali di Bay e Bloor, ricche entrambe di numerosi cinema multisala e hotel di lusso.
È considerato come uno dei più importanti festival al mondo e pertanto uno dei principali in America settentrionale. Nel 1998, la rivista Variety scriveva che "il festival di Toronto è il secondo dopo Cannes in termini di presenza di star e d'attività economica". Intervistato dal National Post nel 1999, Roger Ebert dichiarava: "benché Cannes resti il più grande, Toronto è più utile e più attivo."
Il festival ha avuto inizio nel 1976 al Windsor Arms Hotel di Toronto come un compendio dei migliori festival nel mondo (il "festival dei festival"). Si è poi evoluto in maniera indipendente ed ormai è diventato di grandissima importanza per le produzioni di Hollywood e per il mercato cinematografico in genere.
Nelle ultime edizioni sono state create due sezioni per rappresentare le pellicole canadesi: la Canada First (in cui vengono presentati dagli 8 ai 15 lungometraggi di registi nazionali) e Short Cuts Canada (che include dai 30 ai 40 cortometraggi canadesi). Sono così cinque le categorie dedicate alla cinematografia canadese, che si aggiungono alle altre undici, dedicate invece alla cinematografia mondiale. Tra queste ultime spiccano le sezioni: Special Presentations, Masters, Contemporary World Cinema, Visions, Discovery e Documentary. Il Direttore del Festival è Piers Handling.

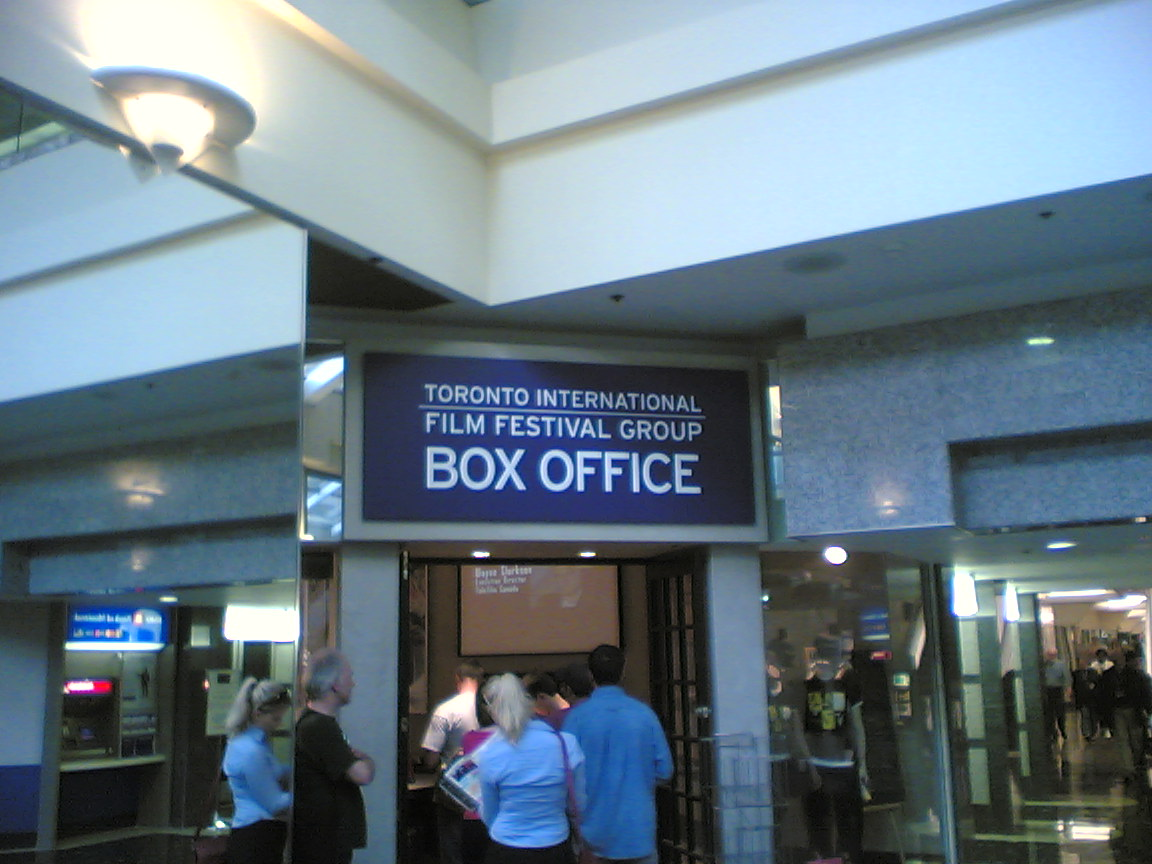
Box office del festival presso il Manulife Centre

## Premio del Pubblico (People's Choice Award)
Il TIFF non è una competizione, viene comunque assegnato un premio deciso dagli spettatori, qui di seguito lista di film premiati dal 1978:
- 1978 – Girlfriends, regia di Claudia Weill
- 1979 – Best Boy, regia di Ira Wohl
- 1980 – Il lenzuolo viola (Bad Timing), regia di Nicolas Roeg
- 1981 – Momenti di gloria (Chariots of Fire), regia di Hugh Hudson
- 1982 – La tempesta (Tempest), regia di Paul Mazursky
- 1983 – Il grande freddo (The Big Chill), regia di Lawrence Kasdan
- 1984 – Le stagioni del cuore (Places in the Heart), regia di Robert Benton
- 1985 – La storia ufficiale (La historia oficial), regia di Luis Puenzo
- 1986 – Il declino dell'impero americano (Le déclin de l'empire américain), regia di Denys Arcand
- 1987 – La storia fantastica (The Princess Bride), regia di Rob Reiner
- 1988 – Donne sull'orlo di una crisi di nervi (Mujeres al borde de un ataque de nervios), regia di Pedro Almodóvar
- 1989 – Roger & Me, regia di Michael Moore
- 1990 – Cyrano de Bergerac, regia di Jean-Paul Rappeneau
- 1991 – La leggenda del re pescatore (	The Fisher King), regia di Terry Gilliam
- 1992 – Ballroom - Gara di ballo (Strictly Ballroom), regia di Baz Luhrmann
- 1993 – The Snapper, regia di Stephen Frears
- 1994 – Il prete (Priest), regia di Antonia Bird
- 1995 – L'albero di Antonia (Antonia), regia di Marleen Gorris
- 1996 – Shine, regia di Scott Hicks
- 1997 – Il giardino dei ricordi (The Hanging Garden), regia di Thom Fitzgerald
- 1998 – La vita è bella, regia di Roberto Benigni
- 1999 – American Beauty, regia di Sam Mendes
- 2000 – La tigre e il dragone (Wo Ho Cang Long), regia di Ang Lee
- 2001 – Il favoloso mondo di Amélie (Le fabuleux destin d'Amélie Poulain), regia di Jean-Pierre Jeunet
- 2002 – La ragazza delle balene (Whale Rider), regia di Niki Caro
- 2003 – Zatōichi, regia di Takeshi Kitano
- 2004 – Hotel Rwanda, regia di Terry George
- 2005 – Il suo nome è Tsotsi (Tsotsi), regia di Gavin Hood
- 2006 – Bella, regia di Alejandro Monteverde
- 2007 – La promessa dell'assassino (Eastern Promises), regia di David Cronenberg
- 2008 – The Millionaire (Slumdog Millionaire), regia di Danny Boyle
- 2009 – Precious, regia di Lee Daniels
- 2010 – Il discorso del re (The King's Speech), regia di Tom Hooper
- 2011 – E ora dove andiamo? (Et maintenant on va où?), regia di Nadine Labaki
- 2012 – Il lato positivo - Silver Linings Playbook (Silver Linings Playbook), regia di David O. Russell
- 2013 – 12 anni schiavo (12 Years a Slave), regia di Steve McQueen
- 2014 – The Imitation Game, regia di Morten Tyldum
- 2015 – Room, regia di Lenny Abrahamson
- 2016 – La La Land, regia di Damien Chazelle
- 2017 – Tre manifesti a Ebbing, Missouri (Three Billboards Outside Ebbing, Missouri), regia di Martin McDonagh
- 2018 – Green Book, regia di Peter Farrelly
- 2019 – Jojo Rabbit, regia di Taika Waititi
- 2020 – Nomadland, regia di Chloé Zhao
- 2021 – Belfast, regia di Kenneth Branagh
- 2022 – The Fabelmans, regia di Steven Spielberg
- 2023 – American Fiction, regia di Cord Jefferson
- 2024 – The Life of Chuck, regia di Mike Flanagan